# 아프리카 단결 기구

아프리카 단결 기구(영어: Organisation of African Unity (OAU), 프랑스어: Organisation de l'Unité Africaine (OUA))는 1963년 5월 25일 설립된 국제 기구이다. 아프리카 통일 기구라고도 한다. 2002년 7월 9일 해체를 선언하고 아프리카 연합으로 대체되었다.
1963년 5월 에티오피아의 아디스아바바에서 개최된 아프리카 독립국 정상 회의에서 30개국이 아프리카 통일 기구 헌장에 조인, 1963년 10월 조인국 2/3가 비준함으로써 성립했다. 종래의 친서방 브라자빌파와 급진적 카사블랑카파가 대동단결한 것이다. 목적은 아프리카 제국의 통일과 단결의 촉진, 주권·독립의 확보, 식민주의 소멸 등이며 ① 주권의 평등, ② 내정불간섭, ③ 영토의 보전, ④ 분쟁의 평화적 해결, ⑤ 파괴활동의 금지, ⑥ 해방운동의 지지, ⑦ 비동맹정책 등의 원칙을 지킨다고 선언했다.

## 역사
1963년 5월 에티오피아 아디스아바바에서 개최된 제1회 아프리카 정상회담에서 '아프리카는 하나'라는 팬아프리커니즘을 기조로 채택된 동기구 헌장에 의해 동년 10월 발족했다. 아프리카 제국의 협력과 단결을 촉진, 식민지주의의 소멸을 목적으로 아프리카 제국의 국민생활 향상을 도모하며 주권의 평등, 내정 불간섭, 영토의 보전, 분쟁의 평화적 해결, 파괴활동의 금지, 비독립지역의 해방운동 지지, 비동맹정책 견지 등을 강령으로 하고 있다.
산하기구로 정상회담(연1회), 각료회의(연2회 이상), 중재위원회, 전문위원회(경제·사회·문화·교육) 등을 설치하고 있으며, 1990년 현재 회원국은 남아프리카공화국·모로코를 제외한 아프리카 51개국과 사하라 아랍민주공화국(폴리사리오 전선이 1976년 선포)이다. 사무국은 아디스아바바에 있다.
이 기구는 반(反)서구·급진 팬아프리카니즘의 카사블랑카 그룹과 친서구·보수파인 브라자빌 그룹(몬로비아 그룹 포함)이 대동단결하여 조직된 '아프리카 문제는 아프리카에 의해서'라는 민족주의 운동의 결집체이나, 그 구조적 모순이나 시대적 상황으로 일련의 사태에 구체적인 조치나 합의에 도달하지 못함으로써 비판의 대상이 되어 왔다.
1970년대 말 이후에는 알제리를 중심으로 한 좌파 강경·급진파의 영향력이 강화되어 온건파 내지 친서방 국가들의 퇴조가 두드러지고, 친소 내지 사회주의 노선 국가들에 의해 주도되고 있어서 소위 'ＯＡＵ의 좌경화'라고까지 불렸다. 그러나 경제부문에 있어서는 개별적인 친서방 접근을 나타내고 있다.

## 같이 보기
- 범아프리카주의